# AJR (Band)
AJR sind ein US-amerikanisches Indie-Pop-Trio, bestehend aus den drei Brüdern Adam, Jack und Ryan Met.

## Bandgeschichte
Die drei Met-Brüder wuchsen in New York auf. Sie begannen 2007 gemeinsam Musik zu machen, als der Jüngste, Jack, neun Jahre und der Älteste, Adam, 17 Jahre alt waren. Später traten sie auch mit Coversongs als Straßenmusiker auf. Von ihrem eigenen Song I’m Ready stellten sie 2013 ein Video ins Internet. Der Song enthält ein Sample der Comicfigur SpongeBob, wie sie I’m Ready sagt. Sie schrieben bei Twitter alle möglichen Prominenten an. Aufmerksam wurde die australische Sängerin Sia, die sie beim australischen Label Liberator Music unterbrachte. Außerdem vermittelte sie sie an Steve Greenberg, früherer Vorsitzender von Columbia Records. Daraufhin nahm sie das Major-Label Warner in den USA unter Vertrag und sie traten als Vorgruppe von Musikern wie Lindsey Stirling, The Wanted und Demi Lovato auf.
Als I’m Ready Mitte 2014 in den USA veröffentlicht wurde, kam es auf Platz 65 in den offiziellen Singlecharts und erreichte Platinstatus. Noch erfolgreicher war das Trio in Australien, wo das Lied in die Top 5 vorrückte und Doppelplatin bekam. Im Internet wurde das offizielle YouTube-Video über 20 Millionen Mal abgerufen.
Es folgten die EPs I’m Ready und Infinity und im März 2015 das Debütalbum Living Room. Alle drei kamen zwar in die Heatseekers Charts, verfehlten aber die offiziellen Charts. Erst Ende 2016 meldeten sich AJR zurück mit dem Song Weak. In ihrer Heimat waren sie damit zwar nicht so erfolgreich, aber dafür kamen sie Anfang 2017 europaweit in die Charts und erreichten unter anderem Platz 39 in Deutschland und Platz 58 in den britischen Charts.

## Mitglieder
- Adam Met (* 27. August 1990), Bassgitarre, Gesang
- Jack Met (* 16. August 1997), Gitarre, Gesang
- Ryan Met (* 3. März 1994), Gitarre, Keyboard, Gesang

## Diskografie

### Studioalben
- 2015: Living Room
- 2017: The Click (UK: Silber)
- 2019: Neotheater
- 2021: OK Orchestra
- 2023: The Maybe Man

### EPs
- 2010: Born and Bred
- 2010: Venture
- 2012: AJR
- 2013: I’m Ready
- 2014: Infinity
- 2016: What Everyone’s Thinking
- 2017: Spotify Singles

### Singles
- 2010: Go On Take a Chance
- 2010: 212
- 2010: 50 States Away
- 2010: Let It Snow
- 2011: Snowglobe
- 2012: More Than Friends
- 2012: The Night Before
- 2013: I’m Ready
- 2014: Infinity
- 2015: Let the Games Begin
- 2015: Overture
- 2016: I’m Not Famous
- 2016: Weak
- 2016: The Lotto (mit Ingrid Michaelson)
- 2017: It’s On Us
- 2017: Drama
- 2017: Life (feat. Stacy J)
- 2018: Burn the House Down (UK: Silber)
- 2018: Sober Up (feat. Rivers Cuomo, US: ×2Doppelplatin )
- 2018: Pretender (Steve Aoki feat. Lil Yachty & AJR)
- 2019: 100 Bad Days (US: ×2Doppelplatin )
- 2019: Birthday Party
- 2019: Dear Winter
- 2019: Dear Winter 2.0
- 2020: Bang! (UK: Silber)
- 2020: Bummerland
- 2020: My Play
- 2021: Way Less Sad
- 2021: The Good Part (US: Gold)
- 2022: World’s Smallest Violin
- 2022: I Won’t
- 2022: The DJ is Crying for Help
- 2023: The Dumb Song
- 2023: God Is Really Real

### Gastbeiträge
- 2016: Celebrate (Ingrid Michaelson feat. AJR)
- 2017: Darlin (Mike Love feat. AJR)
- 2021: Record Player (Daisy the Great feat. AJR; US: Gold)

## Auszeichnungen für Musikverkäufe
| Goldene Schallplatte - Australien - 2022: für die Single 100 Bad Days - 2023: für die Single Sober Up - Dänemark - 2018: für die Single Weak - Frankreich - 2024: für die Single Weak - Italien - 2017: für die Single Weak - Neuseeland - 2022: für das Album OK Orchestra - Polen - 2024: für die Single Weak - Vereinigte Staaten - 2024: für das Lied Karma Platin-Schallplatte - Australien - 2020: für die Single Weak - 2023: für die Single Burn the House Down - 2024: für die Single World’s Smallest Violin - Belgien - 2017: für die Single Weak - Kanada - 2019: für die Single Sober Up - 2021: für die Single 100 Bad Days - Neuseeland - 2020: für die Single Weak - 2021: für die Single Bang! - Niederlande - 2017: für die Single Weak - Polen - 2024: für die Single World’s Smallest Violin | 2× Platin-Schallplatte - Australien - 2024: für die Single Bang! - Kanada - 2019: für die Single Weak - 2021: für die Single Bang! 3× Platin-Schallplatte - Australien - 2023: für die Single I’m Ready - Kanada - 2021: für die Single Burn the House Down |

Anmerkung: Auszeichnungen in Ländern aus den Charttabellen bzw. Chartboxen sind in ebendiesen zu finden.
| Land/RegionAuszeichnungen für Musikverkäufe (Land/Region, Auszeichnungen, Verkäufe, Quellen) | Silber     | Gold       | Platin       | Verkäufe   | Quellen              |
| -------------------------------------------------------------------------------------------- | ---------- | ---------- | ------------ | ---------- | -------------------- |
| Australien (ARIA)                                                                            | —          | 2× Gold2   | 8× Platin8   | 630.000    | aria.com.au          |
| Belgien (BRMA)                                                                               | —          | —          | Platin1      | 30.000     | ultratop.be          |
| Dänemark (IFPI)                                                                              | —          | Gold1      | —            | 30.000     | ifpi.dk              |
| Deutschland (BVMI)                                                                           | —          | —          | Platin1      | 400.000    | musikindustrie.de    |
| Frankreich (SNEP)                                                                            | —          | Gold1      | —            | 100.000    | snepmusique.com      |
| Italien (FIMI)                                                                               | —          | Gold1      | —            | 25.000     | fimi.it              |
| Kanada (MC)                                                                                  | —          | —          | 9× Platin9   | 720.000    | musiccanada.com      |
| Neuseeland (RMNZ)                                                                            | —          | Gold1      | 2× Platin2   | 67.500     | radioscope.co.nz NZ2 |
| Niederlande (NVPI)                                                                           | —          | —          | Platin1      | 40.000     | nvpi.nl              |
| Österreich (IFPI)                                                                            | —          | Gold1      | —            | 15.000     | ifpi.at              |
| Polen (ZPAV)                                                                                 | —          | Gold1      | Platin1      | 75.000     | olis.pl              |
| Schweiz (IFPI)                                                                               | —          | Gold1      | —            | 10.000     | hitparade.ch         |
| Vereinigte Staaten (RIAA)                                                                    | —          | 5× Gold5   | 19× Platin19 | 21.500.000 | riaa.com             |
| Vereinigtes Königreich (BPI)                                                                 | 4× Silber4 | Gold1      | —            | 1.060.000  | bpi.co.uk            |
| Insgesamt                                                                                    | 4× Silber4 | 15× Gold15 | 42× Platin42 |            |                      |